# SL (motorfiets)
SL is een historisch merk van motorfietsen.
De bedrijfsnaam was: Sutton-Lewis Motors, later Davis Bros, Rickmansworth.
Engels merk dat 345 cc eencilinders met twee inlaatkleppen en één uitlaatklep maakte. De productie duurde slechts een jaar: ze begon in 1924 en eindigde in 1925.